# Brampton (ancienne circonscription fédérale)
Pour les articles homonymes, voir Brampton.
Circonscription électorale fédérale du Canada
Brampton est une circonscription électorale fédérale de l'Ontario, représentée de 1988 à 1997.
La circonscription de Brampton est créée en 1987 à partir de Brampton—Georgetown. Abolie en 1996, elle est redistribuée parmi Brampton-Centre et Brampton-Ouest—Mississauga.

## Géographie
En 1987, la circonscription de Brampton comprenait:
- Une partie de la cité de Brampton, situé à l'ouest du chemin Dixie

## Députés
| Législature                                                                 | Années                                | Député                                | Député                                | Parti                                 |
| Brampton issue de Brampton—Georgetown                                       | Brampton issue de Brampton—Georgetown | Brampton issue de Brampton—Georgetown | Brampton issue de Brampton—Georgetown | Brampton issue de Brampton—Georgetown |
| --------------------------------------------------------------------------- | ------------------------------------- | ------------------------------------- | ------------------------------------- | ------------------------------------- |
| 34e                                                                         | 1988–1993                             |                                       | John McDermid                         | Progressiste-conservateur             |
| 35e                                                                         | 1993–1997                             |                                       | Colleen Beaumier                      | Libéral                               |
| Circonscription dissoute dans Brampton-Centre et Brampton-Ouest—Mississauga |                                       |                                       |                                       |                                       |